# Pierre Lamothe
Pierre Lamothe (sinh ngày 18 tháng 9 năm 1997) là một cầu thủ bóng đá chuyên nghiệp người Canada thi đấu ở vị trí tiền vệ cho Hà Nội ở V.League 1. 

## Đầu đời
Pierre Lamothe sinh tại Greenfield Park, Québec với bố là người Canada và mẹ là người Việt gốc Huế. Anh bắt đầu chơi bóng đá trẻ từ năm 4 tuổi với câu lạc bộ địa phương CS Longueuil. Tháng 9 năm 2011, anh gia nhập Montreal Impact Academy, khi được thành lập. Anh từng chơi cho đội tuyển tỉnh Québec ở cấp độ U14 và U15.

## Sự nghiệp đại học
Năm 2018, anh bắt đầu theo học tại Đại học Montréal, nơi anh chơi cho Montreal Carabins. Tháng 12/2018, anh nhận được học bổng của Quỹ hỗ trợ vận động viên xuất sắc. Anh cùng toàn đội đã giành chức vô địch U Sports men's soccer championship vào năm 2018, kết thúc với vị trí á quân năm 2019. Trong trận chung kết giải vô địch quốc gia năm 2019, anh được vinh danh là cầu thủ xuất sắc nhất trận đấu mặc dù đội thua UQTR Patriotes. Năm 2018, anh được vinh danh là Tân binh của năm bởi RSEQ và được ghi tên vào Đội tuyển tân binh toàn năng, cũng như được đặt tên vào U Sports Đội tuyển tân binh toàn quốc. Anh ấy đã được vinh danh là Đội hạng nhất All-Star của RSEQ trong cả năm 2018 và 2019. Anh được ghi tên vào Đội tuyển toàn giải thể thao U năm 2019.

## Sự nghiệp câu lạc bộ
Vào tháng 7 năm 2016, anh gia nhập đội 2 của Impact, FC Montreal của USL, theo hợp đồng với học viện. Sau mùa giải, anh thử việc ở đội dự bị của câu lạc bộ Pháp FC Lorient.
Năm 2017, anh trở lại câu lạc bộ trẻ cũ CS Longueuil, tham gia vào đội 1 thi đấu tại Première ligue de soccer du Québec (nay là Ligue1 Québec). Năm 2019, anh được bổ nhiệm làm đội trưởng. Trong thời gian này, anh cũng thi đấu futsal ở cấp câu lạc bộ với Longueuil và đội vào chung kết Giải vô địch Futsal Canada 2019 Sporting Montreal.
Trước mùa giải 2020, anh đã tìm cách ký hợp đồng với câu lạc bộ ở Canadian Premier League, tuy nhiên, cuối cùng anh ấy đã gia nhập phe PLSQ AS Blainville. Anh chỉ xuất hiện một lần trong mùa giải đó và bị gián đoạn do đại dịch COVID-19, khi anh ấy bị thương.
Tháng 1 năm 2021, anh gia nhập HFX Wanderers FC của Canadian Premier League theo hợp đồng một năm, với tùy chọn câu lạc bộ cho năm 2022. Lamothe ghi bàn thắng đầu tiên cho Wanderers vào ngày 24 tháng 7 năm 2021 trước Valour FC,ghi bàn thắng duy nhất trong chiến thắng 1-0. Vào tháng 1 năm 2022, HFX thông báo họ đã thực hiện tùy chọn hợp đồng với Lamothe, giữ anh ấy ở lại cho đến hết mùa giải 2022. Vào tháng 8 năm 2022, anh ghi hai bàn thắng trong các trận đối đầu, trong đó có bàn thắng nổi bật vào ngày 20 tháng 8 giúp đội Wanderers giành chiến thắng 1-0 trước Pacific FC. Sau hai mùa giải gắn bó với đội, anh rời câu lạc bộ sau mùa giải 2022. Trong hai mùa giải gắn bó với câu lạc bộ, anh ấy đã ghi ba bàn thắng và có thêm hai đường kiến tạo sau 48 lần ra sân trên mọi đấu trường..
Vào tháng 11 năm 2022, anh ký hợp đồng với Pacific FC cho mùa giải 2023. Tháng 1 năm 2023 anh thử việc cùng câu lạc bộ SHB Đà Nẵng, thi đấu tại Giải giao hữu Cúp Thiên Long 2023. Tháng 9 năm 2023, anh được Thành phố Hồ Chí Minh cho mượn ở V.League 1 cho đến tháng 3 năm 2024. Tuy nhiên, Lamothe đã không được Thành phố Hồ Chí Minh ký hợp đồng trước mùa giải khi họ đã lấp đầy chỗ trống cho cầu thủ nước ngoài và Patrik Lê Giang được cho mượn từ Công an Hà Nội cũng chưa có quốc tịch Việt Nam. Ngày 6 tháng 10 năm 2023, Lamothe gia nhập câu lạc bộ Quảng Nam theo dạng cho mượn. Sau trận đấu với Hà Nội, anh trở về câu lạc bộ Pacific FC sau khi hết hợp đồng cho mượn 6 tháng.

## Sự nghiệp quốc tế
Vào tháng 9 năm 2015, Lamothe đã tham gia trại phát triển dành cho U20 Canada được lãnh đạo bởi Rob Gale.
Năm 2017, anh có tên cho đội Quebec U20 của 2017 Jeux de la Francophonie.

## Thống kê sự nghiệp
Tính đến 1 tháng 9 năm 2023
| Club          | Season       | League                             | League | League | Playoffs | Playoffs | National Cup | National Cup | League Cup | League Cup | Total | Total |
| Club          | Season       | Division                           | Apps   | Goals  | Apps     | Goals    | Apps         | Goals        | Apps       | Goals      | Apps  | Goals |
| ------------- | ------------ | ---------------------------------- | ------ | ------ | -------- | -------- | ------------ | ------------ | ---------- | ---------- | ----- | ----- |
| FC Montreal   | 2016         | United Soccer League               | 4      | 0      | —        | —        | —            | —            | —          | —          | 4     | 0     |
| CS Longueuil  | 2017         | Première Ligue de soccer du Québec | 10     | 0      | —        | —        | —            | —            | 1          | 0          | 11    | 0     |
| CS Longueuil  | 2018         | Première Ligue de soccer du Québec | 11     | 0      | —        | —        | —            | —            | 0          | 0          | 11    | 0     |
| CS Longueuil  | 2019         | Première Ligue de soccer du Québec | 9      | 0      | —        | —        | —            | —            | 0          | 0          | 9     | 0     |
| CS Longueuil  | Total        | Total                              | 30     | 0      | 0        | 0        | 0            | 0            | 1          | 0          | 31    | 0     |
| AS Blainville | 2020         | Première Ligue de soccer du Québec | 1      | 0      | —        | —        | —            | —            | —          | —          | 1     | 0     |
| HFX Wanderers | 2021         | Canadian Premier League            | 24     | 1      | —        | —        | 2            | 0            | —          | —          | 26    | 1     |
| HFX Wanderers | 2022         | Canadian Premier League            | 21     | 2      | —        | —        | 1            | 0            | —          | —          | 22    | 2     |
| HFX Wanderers | Total        | Total                              | 45     | 3      | 0        | 0        | 3            | 0            | 0          | 0          | 48    | 3     |
| Pacific FC    | 2023         | Canadian Premier League            | 6      | 0      | 0        | 0        | 1            | 0            | —          | —          | 7     | 0     |
| Career total  | Career total | Career total                       | 82     | 0      | 0        | 0        | 4            | 0            | 0          | 0          | 86    | 3     |